# 10151 Rubens
A 10151 Rubens (ideiglenes jelöléssel 1994 PF22) a Naprendszer kisbolygóövében található aszteroida. Eric Walter Elst fedezte fel 1994. augusztus 12-én.
Nevét Peter Paul Rubens (1577 – 1640) flamand festőművész után kapta.